# Браун, Маккензи
Маккензи Йи Браун (англ. Mackenzie Yee Brown; род. 14 марта 1995, Флинт, Техас) — американская лучница. Участница Олимпийских игр 2016 и 2020 годов.

## Ранние годы
Она родилась во Флинте, штат Техас. Там она провела детство, занимаясь охотой с использованием лука. Её родители — Стейси и Чак Брауны. Маккензи является евангельской христианкой. По состоянию на лето 2016 года она проживает в Чула-Висте, где на постоянной основе тренируется в Центре олимпийской подготовки США.

## Карьера
Ранее Маккензи занималась плаванием с целью попасть на Олимпийские игры. В подростковом возрасте она открыла для себя стрельбу из лука и полностью посвятила себя этому спорту. Она приняла участие в Национальной программе «Стрельба из лука в школах». Позже Браун олимпийском отборе на Олимпиаду 2012 года, где заняла 16-е место.
Она выиграла командную серебряную медаль на Панамериканском чемпионате 2012 года, серебро на молодёжном чемпионате мира 2015 года, бронзу на Панамериканском чемпионате 2014 года. Затем она стала серебряным призёром молодёжного чемпионата мира 2015 года в индивидуальных соревнованиях.
По состоянию на август 2016 года она занимала четвёртое место среди женщин-лучников в мировом рейтинге. В результате она была получила единственную путёвку от США на летние Олимпийские игры 2016 года в Рио-де-Жанейро. Однако уже на стадии 1/16 финала в личном первенстве она потерпела поражение от спортсменки из Мьянмы Хтве Сан Ю.
На первом этапе Кубка мира 2021 года в Гватемале завоевала серебро в личных соревнованиях, уступив в финальной перестрелке индианке Дипике Кумари.